# Kiểm nghiệm da liễu
Kiểm nghiệm da liễu (Dermatologically Tested) là kiểm nghiệm nhằm chứng nhận các sản phẩm không gây kích ứng cho da, được thực hiện bởi các chuyên gia da liễu đến từ các tổ chức uy tín và có năng lực từ cấp Quốc gia trở lên.
Đối với các sản phẩm chăm sóc da hoặc thường xuyên tiếp xúc với da như các loại mỹ phẩm, tã giấy em bé… để được phép lưu hành đều cần có những kiểm nghiệm da liễu của các tổ chức uy tín nhằm đảm bảo an toàn, không gây viêm da cho người sử dụng, nhất là các đối tượng có làn da nhạy cảm như trẻ sơ sinh, phụ nữ mang thai…
Căn cứ trên thành phần và hàm lượng các chất có trong sản phẩm, các chuyên gia da liễu sẽ tiến hành các thử nghiệm nhằm tìm ra các nguyên nhân và mức độ gây kích ứng da. Những người tình nguyện tham gia vào các thử nghiệm này sẽ được phân chia thành các nhóm nhỏ, có đặc điểm cơ địa khác nhau.
Tùy vào các nhóm sản phẩm mà người tình nguyện sẽ được tiếp xúc với mẫu thử sản phẩm trên các vùng da khác nhau. Nhưng thông thường, các thử nghiệm sẽ được tiến hành trên vùng da mặt, da mắt – các vùng da nhạy cảm để có thể đánh giá toàn diện nhất các phản ứng nếu có. Quá trình kiểm nghiệm này sẽ được sự giám sát chặt chẽ của các chuyên gia da liễu cũng như các bác sĩ chuyên ngành để có những kết luận chính xác cũng như đảm bảo an toàn cho các tình nguyện viên.
Thời gian, quy mô thử nghiệm sẽ tùy thuộc vào nhóm sản phẩm & các chất có trong sản phẩm cần được kiểm nghiệm.
Sau khi tiến hành quá trình kiểm nghiệm, các chuyên gia da liễu sẽ cấp các chứng nhận cho các sản phẩm đảm bảo an toàn, không gây kích ứng và [[viêm da]]. Đối với các sản phẩm có mức độ như kích ứng da nhẹ và tỉ lệ gặp thấp thì sẽ được các chuyên gia da liễu đưa ra các khuyến cáo về kích ứng (kèm tỉ lệ số người gặp phải kích ứng đó) để các nhà sản xuất công bố trên bao bì/hướng dẫn sử dụng sản phẩm của mình.
Chứng nhận kiểm nghiệm da liễu là cơ sở quan trọng để người tiêu dùng lựa chọn được các sản phẩm an toàn cho mình cũng như thể hiện cam kết của các nhà sản xuất trong việc bảo vệ sức khỏe cho khách hàng.